# 아야비에
아야비에(일본어:  彩冷える－アヤビエ[*])은 일본의 록 밴드이다. 2004년 5월 료헤이와 인테츠를 중심으로 결성. 2009년 4월 27일 퍼퓸 등과 같은 레이블인 도쿠마 재팬 커뮤니케이션즈에서 메이저 데뷔.

## 멤버
- 아오이 (葵), 보컬

1979년 4월 1일생, 군마현 다카사키시 출신, A형
- 타케히토 (タケヒト), 기타

1982년 8월 24일생, 도쿄도 세타가야구 출신, A형
도인가쿠엔고등학교, 게이오기주쿠 대학 경제학부 재학
- 유메히토 (夢人), 기타

1985년 9월 22일생, 미에현 욧카이치시 출신, AB형
2006년 11월 가입.
- 인테츠 (インテツ), 베이스

1983년 2월 1일생, B형
도인가쿠엔 고등학교, 츄오 대학 법학부 졸업
국적은 중화민국.
- 켄조 (ケンゾ), 드럼

1982년 12월 9일생, 도쿄도 세타가야구 출신, A형
2005년 10월 가입.
전 멤버
- 료헤이 (涼平)

2006년 8월 탈퇴.

## 음반 목록

### 싱글
인디즈
1. ロマンサー/変態最終頁 Romancer/Metamorph Last Page (2004년5월8일・7월17일・12월11일)
2. 貯水槽より、三人 쵸스이소요리산닌 저수조로부터,세사람 (2004년9월15일/9월10일)
3. ゴシックパーティー Gothic Party (2004년10월15일)
4. エム M (2005년2월10일)
5. クロイツカササグイトシネガイ 쿠로이츠카사사구이토시네가이 (2005년4월25일・5월23일)
6. 戴冠式前夜 타이칸시키젠야 대관식전야 (2005년6월15일)
7. 月請い 츠키코이 달에 청함 (2005년7월13일)
8. キスミイスノウ Kiss Me Snow (2005년8월10일)
9. 真冬、四連夜奏 마후유욘렌야소 한겨울,사연야주 (2006년1월18일)
10. ジャパニーズロウレゾキャラメルタウン Japanese Low-Res Caramel Town (2006년2월15일)
11. -FAINT/トパーズ- Topaz (2006년6월28일)
12. 君の声と約束 키미노코에토야쿠소쿠 너의 목소리와 약속 (2006년11월1일)
13. 桜舞う季節に 사쿠라마우키세츠니 벚꽃 춤추는 계절에 (2007년4월25일)
14. Cubic'「L/R」ock (2007년6월27일)
15. ユビサキ 유비사키 손가락 (2007년9월26일)
16. メルト・アウェイ Melt Away (2008년3월19일)
17. ミカヅキノキセキ 미카즈키노키세키 초승달의 기적 (2008년6월25일)

메이저
1. 아이타쿠테 (会いたくて 만나고 싶어서[*], 2009년 5월 27일)
2. 나츠모노카타리 (夏物語 여름 이야기[*], 2009년 8월 19일)
3. 사요나라 (サヨナラ 안녕[*], 2009년 12월 2일)

### 그 외 배포음원
1. 閉園の後、雨 하이엔노아토아메 폐원 후, 비 (2004년5월8일・5월19일)
2. アヤビエのオルゴール音源vol.1(仮) 아야비에의 오르골 음원vol.1(가제) (2004년7월30일)
3. ラバーズネーム Lovers Name (2004년12월29일)
4. メルトインシナモン Melti In Cinnamon (2005년3월/SHOXX、FOOL'S MATE응모자전원 배포)
5. ヒナタ 히나타 양지 (2005년6월15일)
6. LEMPICKA (2005년12월7일)
7. 蝶 쵸 나비 (2006년3월31일)
8. エヌエムゲンテイオンゲンシュウ 에누에무겐테이온겐슈 NM한정음원집 (2006년7월21일～8월30일)
9. 硝子細工のお話 가라스자이쿠노오하나시 유리세공 이야기 (2007년1월7일)
10. ブラウニー Browny (2007년3월14일～4월2일)
11. -ecumenical image- (2007년4월8일)
12. エクストリーム・マシーン Extreme Machine (2007년9월14일～9월30일)
13. Day Dream (2007년10월6일)
14. twilight (2008년9월19일)
15. electric moon light (2008년9월27일)
16. カナリア 카나리아 (2009년5월21일/SHOXX 7월호 부록)

### 앨범
1. 鉄の島 테츠노시마 철의 섬 (2005년1월1일・2006년7월19일/미니 앨범)
2. アヤビエ即完音源集 아야비에즉완음원집 (2005년3월21일)
3. EquAL pRayer 2 aLL (2005년10월26일/미니 앨범)
4. バージンスノーカラー virgin snow color (2006년11월15일)
5. エキュメニカル Ecumenical (2007년3월7일/미니 앨범)
6. 六花星 리카보시 (2007년11월28일/미니 앨범)